# Conditionnement de second ordre
 (juin 2025).

Un exemple de conditionnement de second ordre

Dans le conditionnement classique, le conditionnement de second ordre, ou conditionnement d'ordre supérieur, est une forme d'apprentissage dans laquelle le premier stimulus est conditionné de manière classique à un stimulus inconditionnel, puis un second stimulus est conditionné de manière classique au premier, le conditionnant ainsi également au stimulus inconditionnel d'origine. Par exemple, un chien peut d’abord apprendre à associer le son d'une cloche à de la nourriture (conditionnement de premier ordre), puis apprendre à associer une lumière au son de la cloche (conditionnement de second ordre), associant ainsi la lumière à de la nourriture (stimulus inconditionné).
Le conditionnement de second ordre (CSO) se déroule en trois phases. Dans la première phase d'entraînement, un stimulus inconditionnel (SI) est accompagné d'un stimulus neutre, qui devient un premier stimulus conditionnel (SC1). Dans la deuxième phase, un autre stimulus neutre est présenté avec le SC1 et devient un stimulus conditionnel de second ordre (SC2). Enfin, dans la phase de test, le SC2 est présenté seul aux sujets tandis que leurs réponses sont enregistrées.
Les études scientifiques suggèrent que l'apprentissage associé à un stimulus conditionnel de deuxième ordre peut persister pendant plusieurs semaines, et qu’un stimulus de troisième ordre ou supérieur peut être possible. Le stimulus conditionnel de premier ordre peut stabiliser et servir de base à de multiples stimuli conditionnels « superposés », par opposition à un seul.

## Modèles de conditionnement de second ordre
Les modèles théoriques expliquant le fonctionnement du conditionnement de second ordre (CSO) reposent sur les théories de l’apprentissage associatif. Il existe quatre grands modèles basés sur les associations formées au cours du CSO :
- Le premier modèle suggère que le stimulus de second ordre (SC2) et la réponse conditionnelle (RC) forment un lien direct qui est renforcé par la présence du stimulus de premier ordre (SC1).
- Le deuxième modèle suggère que dans un CSO réussi, une représentation associative de chaque stimulus est créée. La présentation du SC2 évoquerait une représentation du SC1, qui évoquerait une représentation du stimulus inconditionnel (SI), conduisant ainsi à la réponse conditionnelle (RC).
- Le troisième modèle suggère un lien direct entre le SC2 et une représentation du stimulus inconditionnel (SI) qui conduit à la réponse conditionnelle (RC).
- Le quatrième modèle suggère que le SC2 suscite une RC via une représentation du SC1, parce qu'il existe une connexion entre le SC2 et la représentation du SC1[1].

Pour prendre un exemple, le conditionnement de second ordre permet d’expliquer pourquoi certaines personnes désirent avoir de l’argent au point de l'accumuler et de lui accorder encore plus de valeur qu'aux objets qu’il permet d’acheter. L’argent est initialement utilisé pour acheter des objets qui produisent des issues désirables, comme une voiture. Bien que l’argent ne soit pas directement associé au frisson de conduire une nouvelle voiture de luxe, grâce à un conditionnement de second ordre, l’argent peut être associé à ce type de qualité désirable. L’argent (SC2) devient alors directement associé à une réponse conditionnelle en raison de son lien avec les biens matériels (SC1) ont conduit à un stimulus inconditionnel satisfaisant.

## Dans le conditionnement de la peur
Il a été démontré, dans une chaîne de conditionnement associatif de la peur telle que SC2 → SC1 → SI, que l'extinction des réponses de freezing face au stimulus de premier ordre (SC1) conduit à des altérations de la réponse au SC2, mais que l'extinction du stimulus de second ordre (SC2) n'a aucun effet sur le SC1 (Debiec et al.). Dans la même étude, l’effet de l’activation (récupération en mémoire) sur une telle chaîne associative a été examiné. Les résultats ont démontré que l'inhibition de la synthèse des protéines après l'exposition à un seul SC1 altère les réponses à la fois au SC1 et au SC2, mais que l'inhibition de la synthèse des protéines après l'exposition à un seul SC2 ne perturbe que le SC2 et laisse la réponse de freezing face au SC1 intacte. Par conséquent, on pense que lorsque l’association de premier ordre est directement activée, elle est placée dans un état labile (conformément aux recherches sur la reconsolidation de la mémoire) qui peut affecter les associations qui en dépendent. Cependant, lorsque l'association de premier ordre n'est activée qu'indirectement (par la chaîne associative), il semble qu'il n'y ait pas suffisamment de stimulation pour déclencher les processus cellulaires qui la placeraient dans un état labile, de sorte qu'elle reste fixe.